# Hillside Memorial Park Cemetery
| Hillside Memorial Park and Mortuary | Hillside Memorial Park and Mortuary                                           |
| ----------------------------------- | ----------------------------------------------------------------------------- |
| Lage                                | 6001 West Centinela Avenue Culver City, Los Angeles County, Kalifornien 90045 |
| Eigentümer                          | Temple Israel of Hollywood                                                    |
| Friedhofsart                        | Jüdischer Friedhof                                                            |
| Website                             | hillsidememorial.org                                                          |

Der Hillside Memorial Park and Mortuary (deutsch Hillside Friedhof und Leichenhaus) ist ein jüdischer Friedhof in der US-amerikanischen Stadt Culver City, Los Angeles County, Kalifornien. Die Anlage wurde 1941 unter dem Namen B'nai B'rith Memorial Park gegründet. Im Jahr darauf wurde der Name geändert. Seit 1957 ist die Anlage im Besitz der liberal-jüdischen Synagoge Temple Israel of Hollywood. Viele jüdische Persönlichkeiten aus der Unterhaltungsindustrie sind hier beigesetzt worden.
In der Mitte und im Mittelpunkt der Friedhofsanlage steht das 75 Fuß (rund 23 Meter) hohe Monument für den US-amerikanischen Entertainer Al Jolson. Der Bau auf einem Hügel mit einer Wasserkaskade wurde 1951 von dem Architekten Paul R. Williams entworfen und ist vom nahegelegenen San Diego Freeway aus zu sehen. Weitere Kunstwerke und Skulpturen zieren den Friedhof. Hinter dem Monument liegt das doppelstöckige Mausoleum, das tausende Einzel- und Familiengräber beherbergt. Auf dem mit Rasen bewachsenen und mit Bäumen sowie Blumen bepflanzten Park sind die Gebäude in weiß gehalten und mit weiteren Wasserspielen und Springbrunnen bestückt. In der Nähe des Hillside Memorial Park liegt das Einkaufszentrum Westfield Culver City und nur wenige Kilometer von den ehemaligen MGM-Filmstudios in Culver City entfernt.

## Galerie

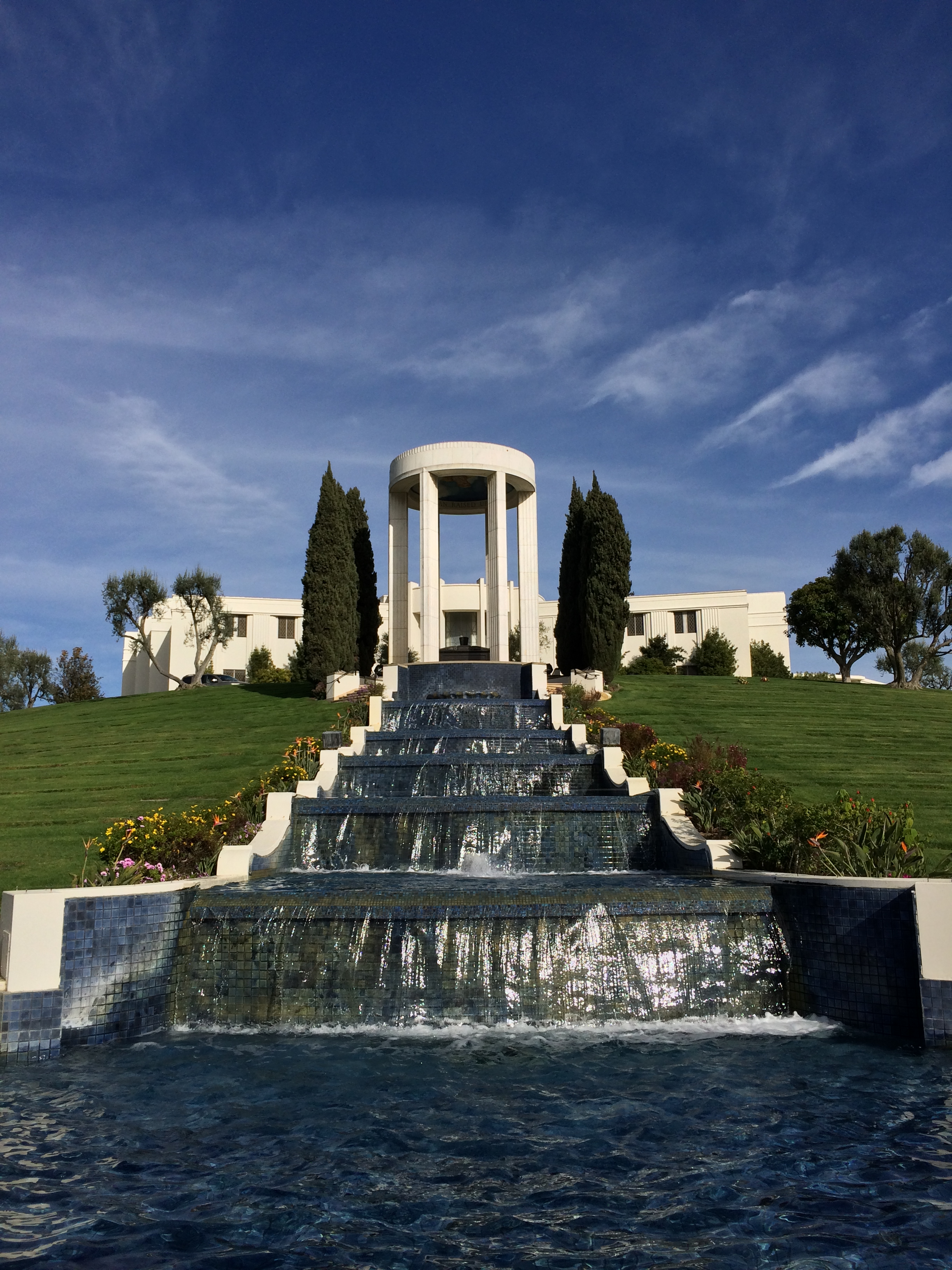
Das von Paul R. Williams entworfene Al Jolson Monument mit dem Grab
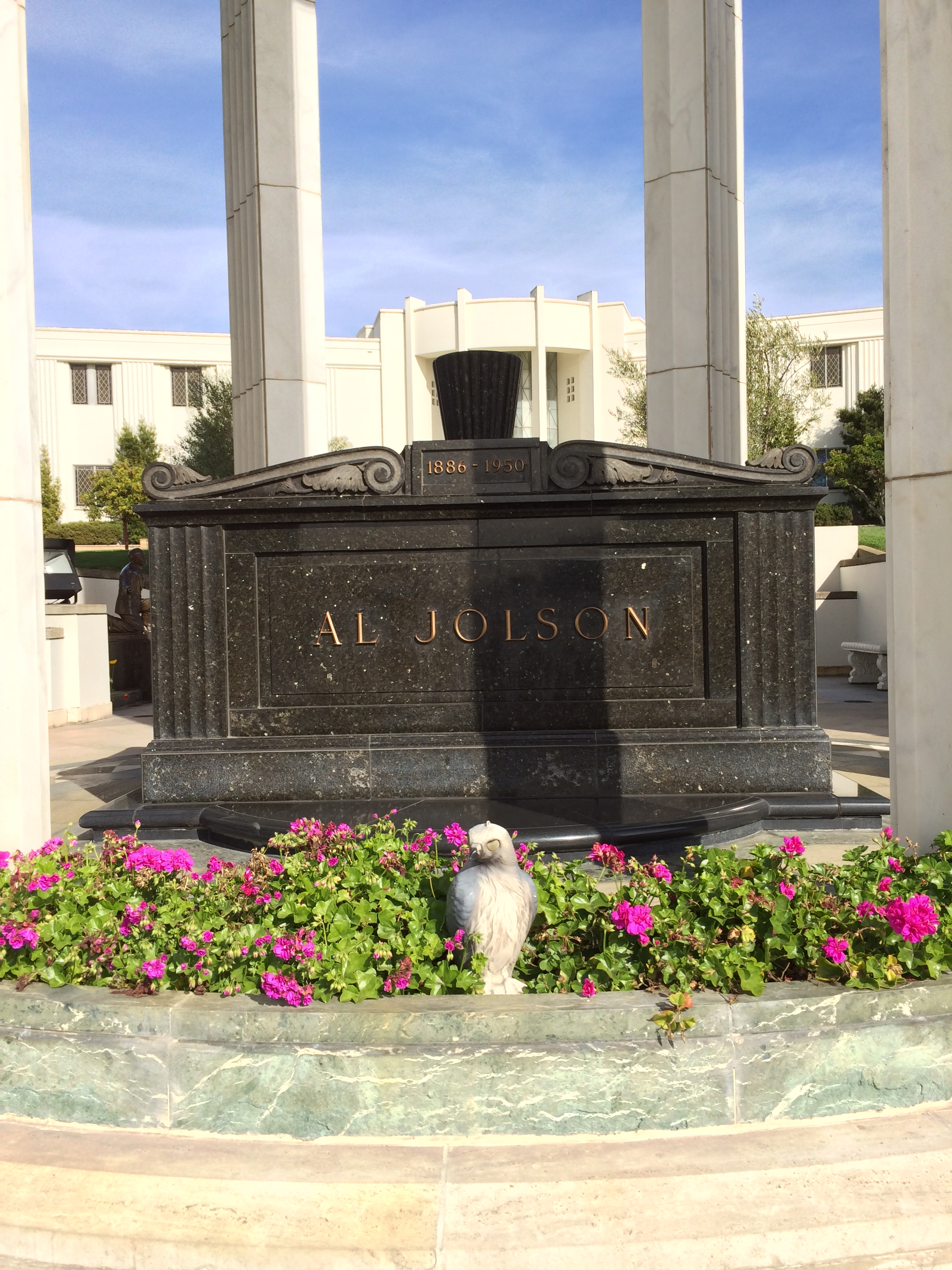
Das Grab von Al Jolson
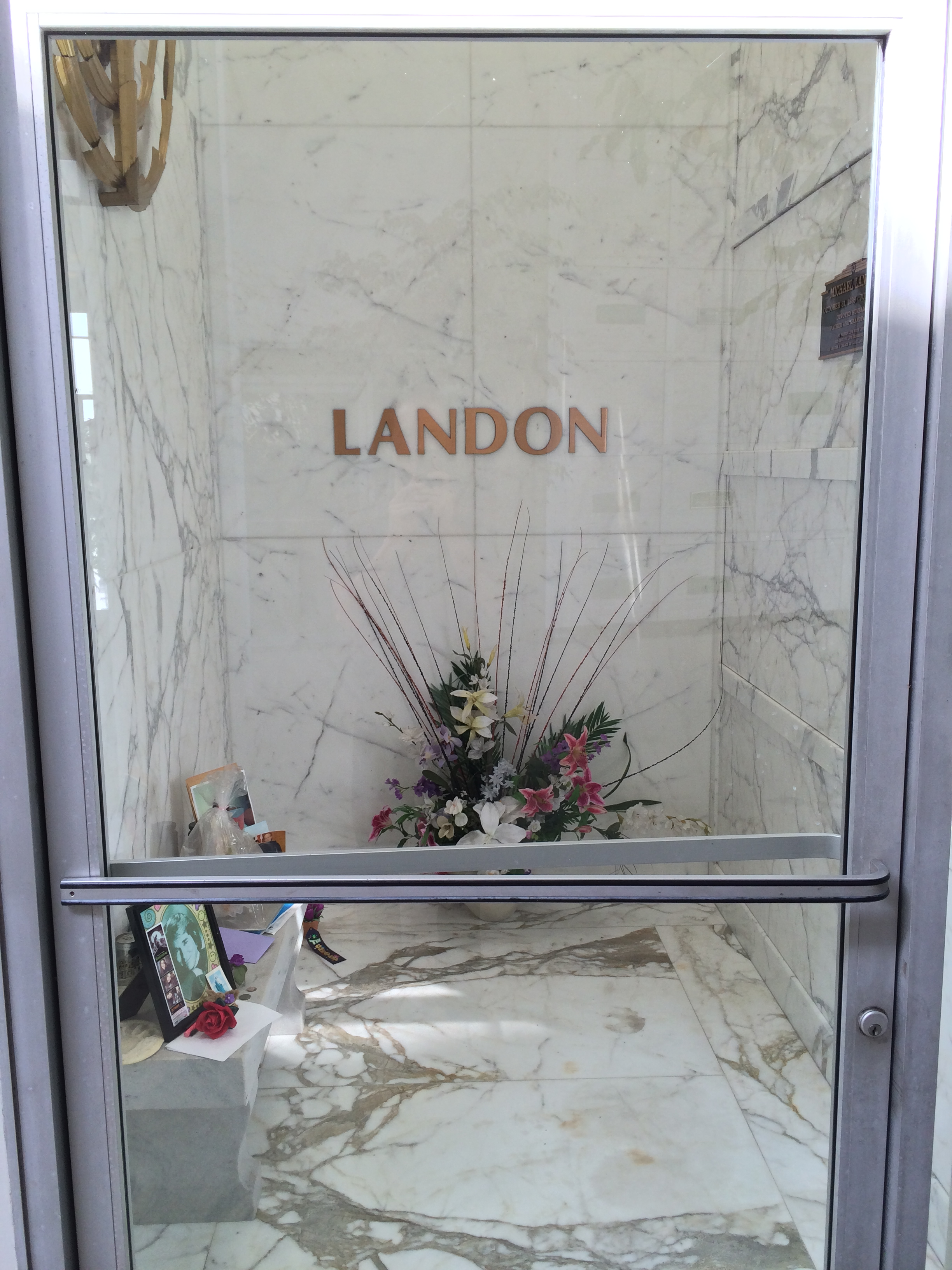
Das Grab von Michael Landon
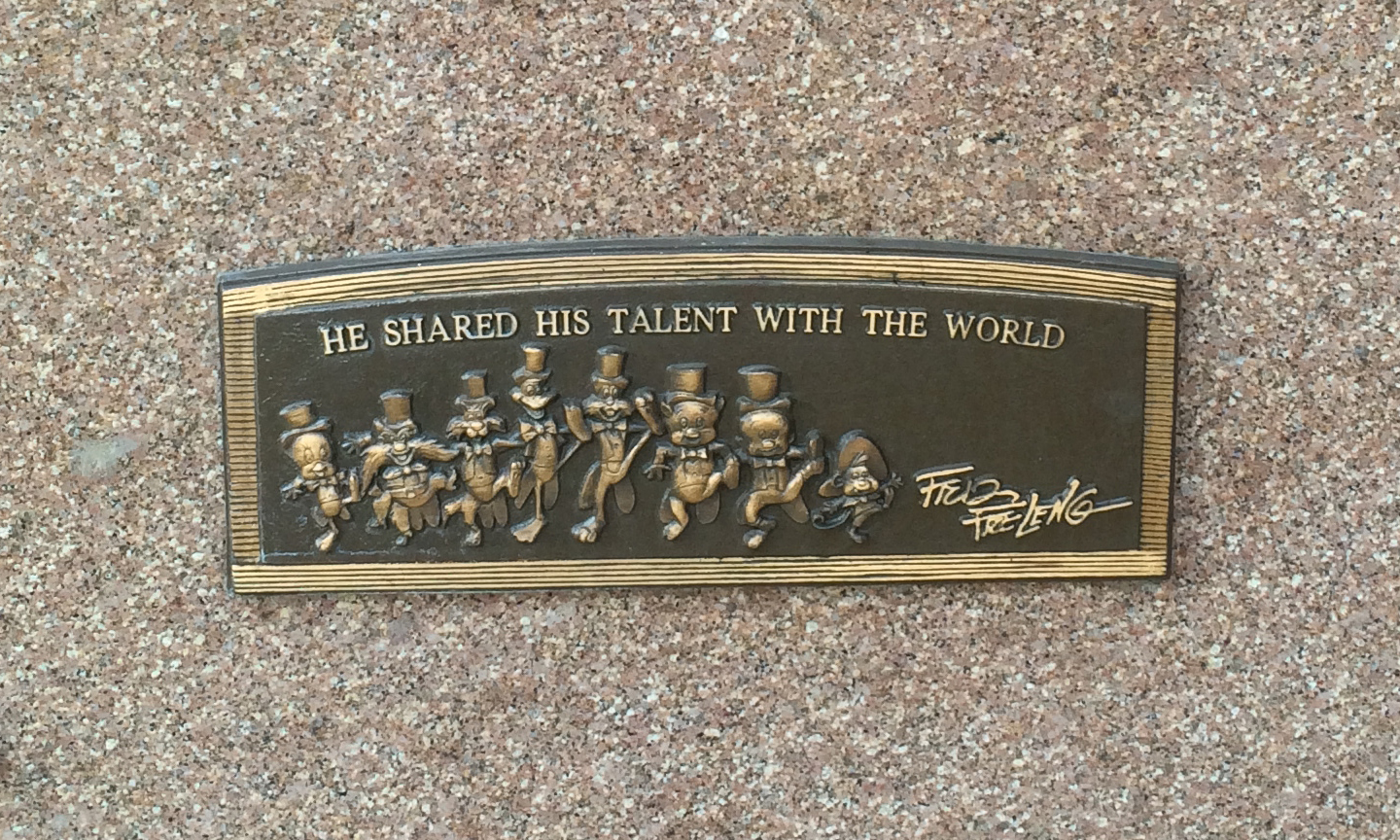
Das Grab von Friz Freleng
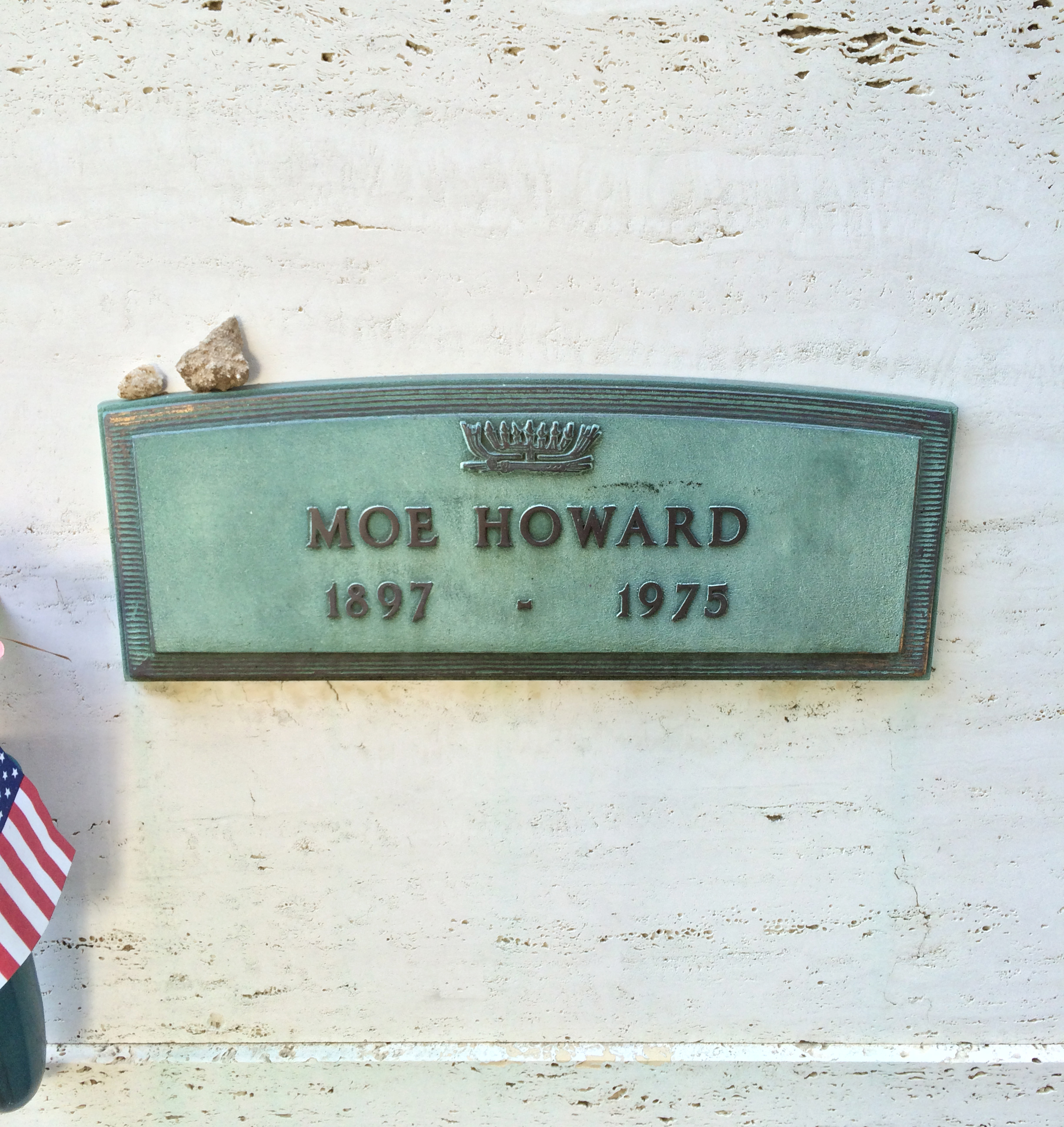
Das Grab von Moe Howard
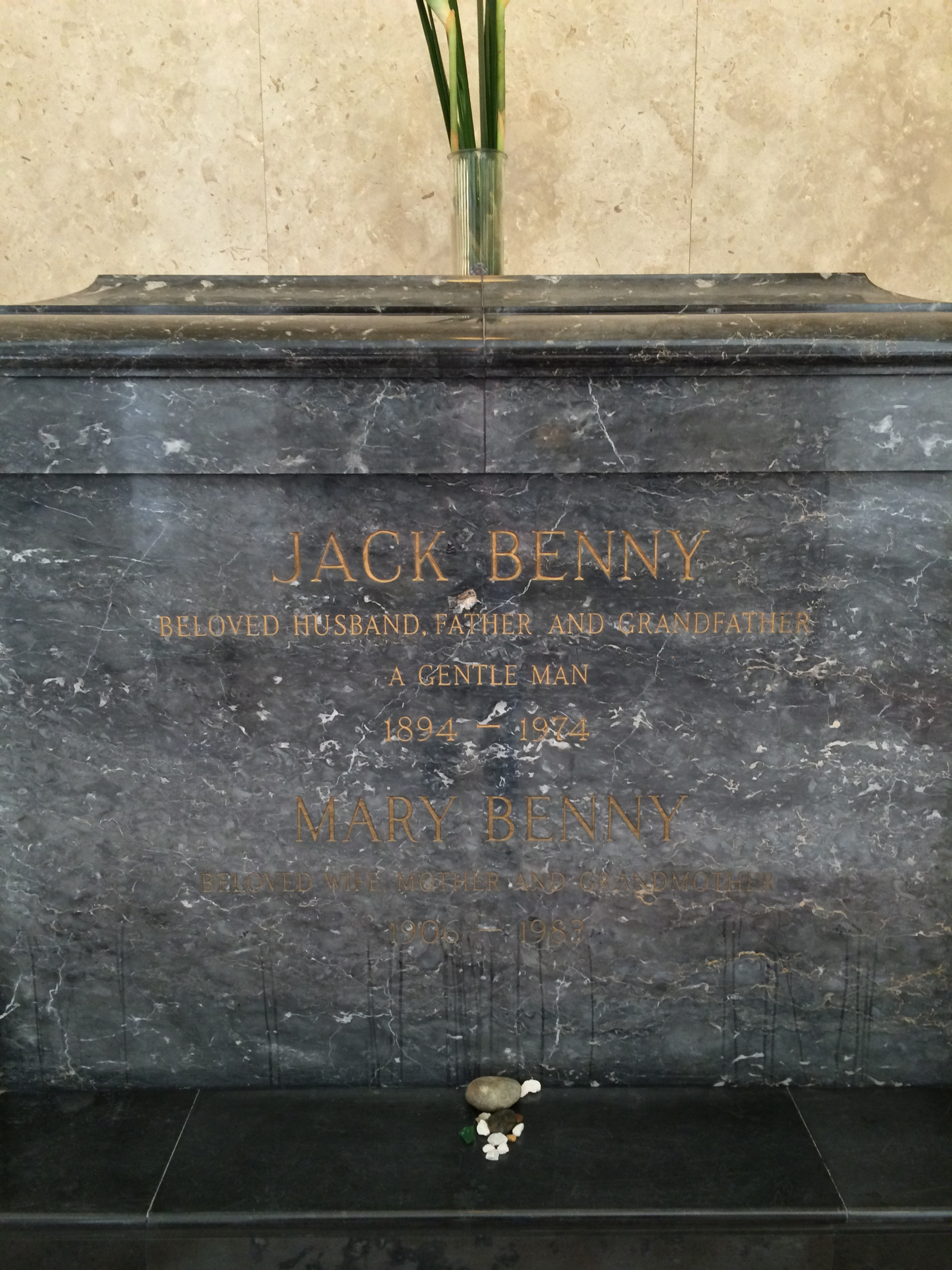
Das Grab von Jack Benny
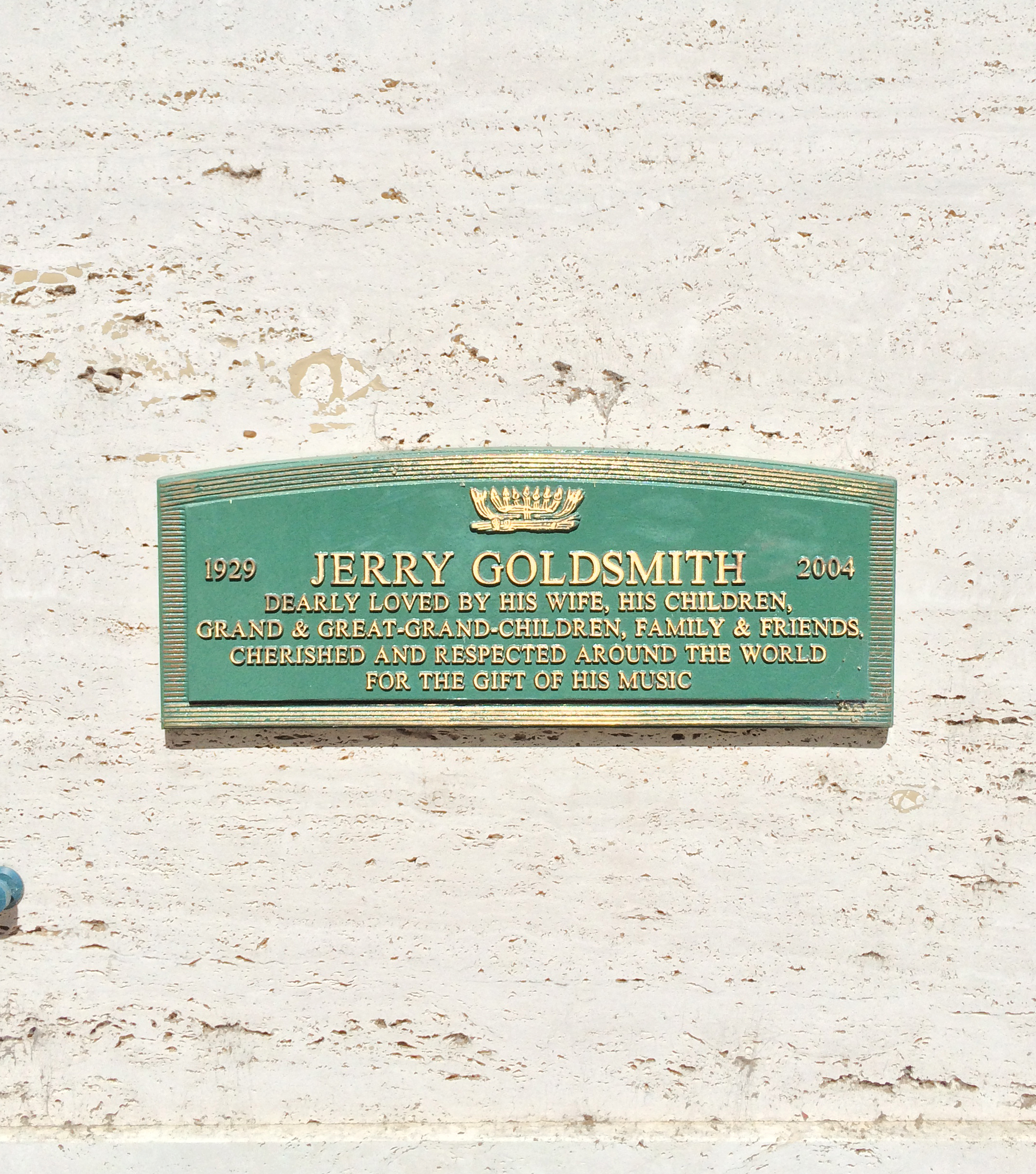
Das Grab von Jerry Goldsmith
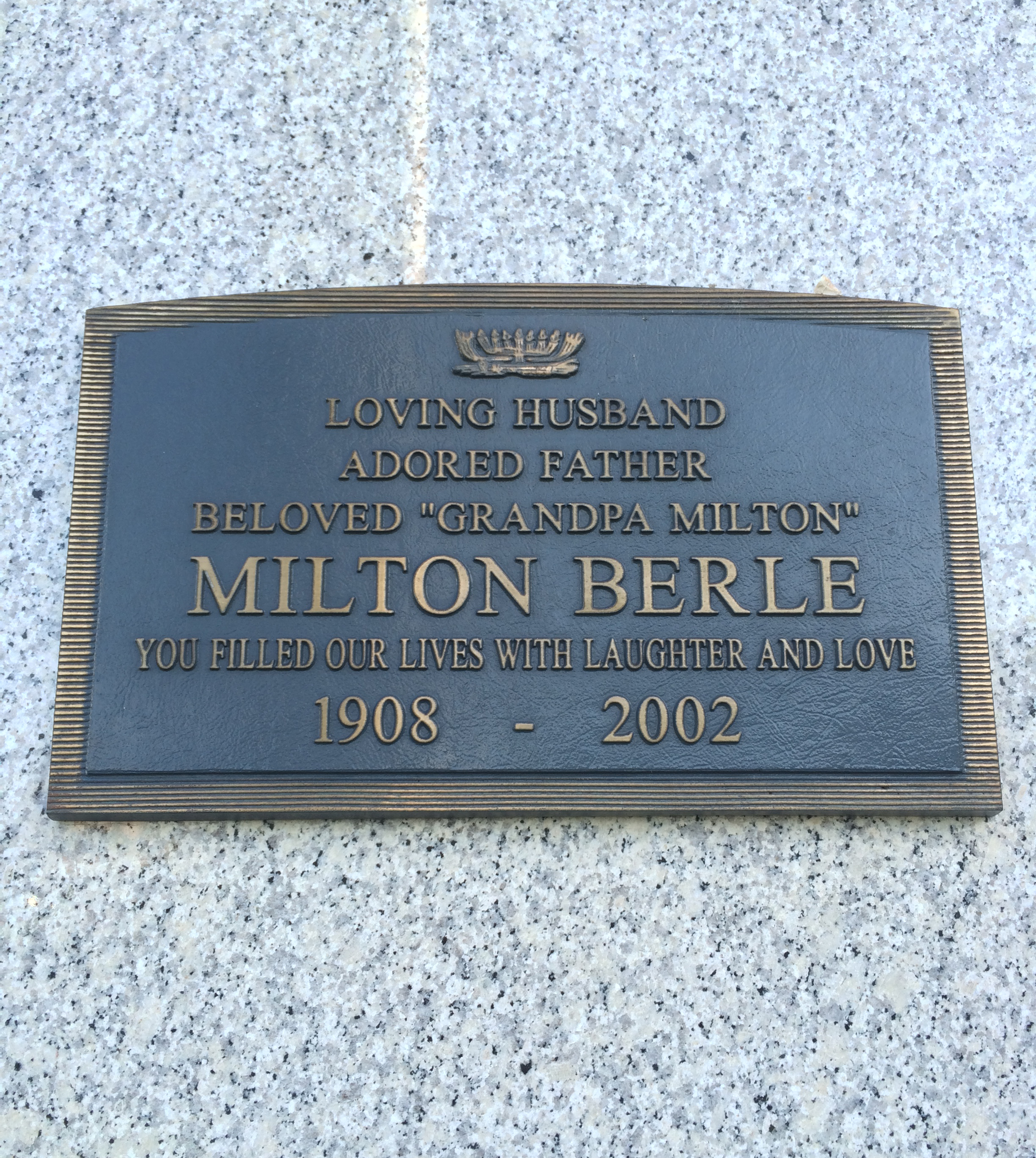
Das Grab von Milton Berle
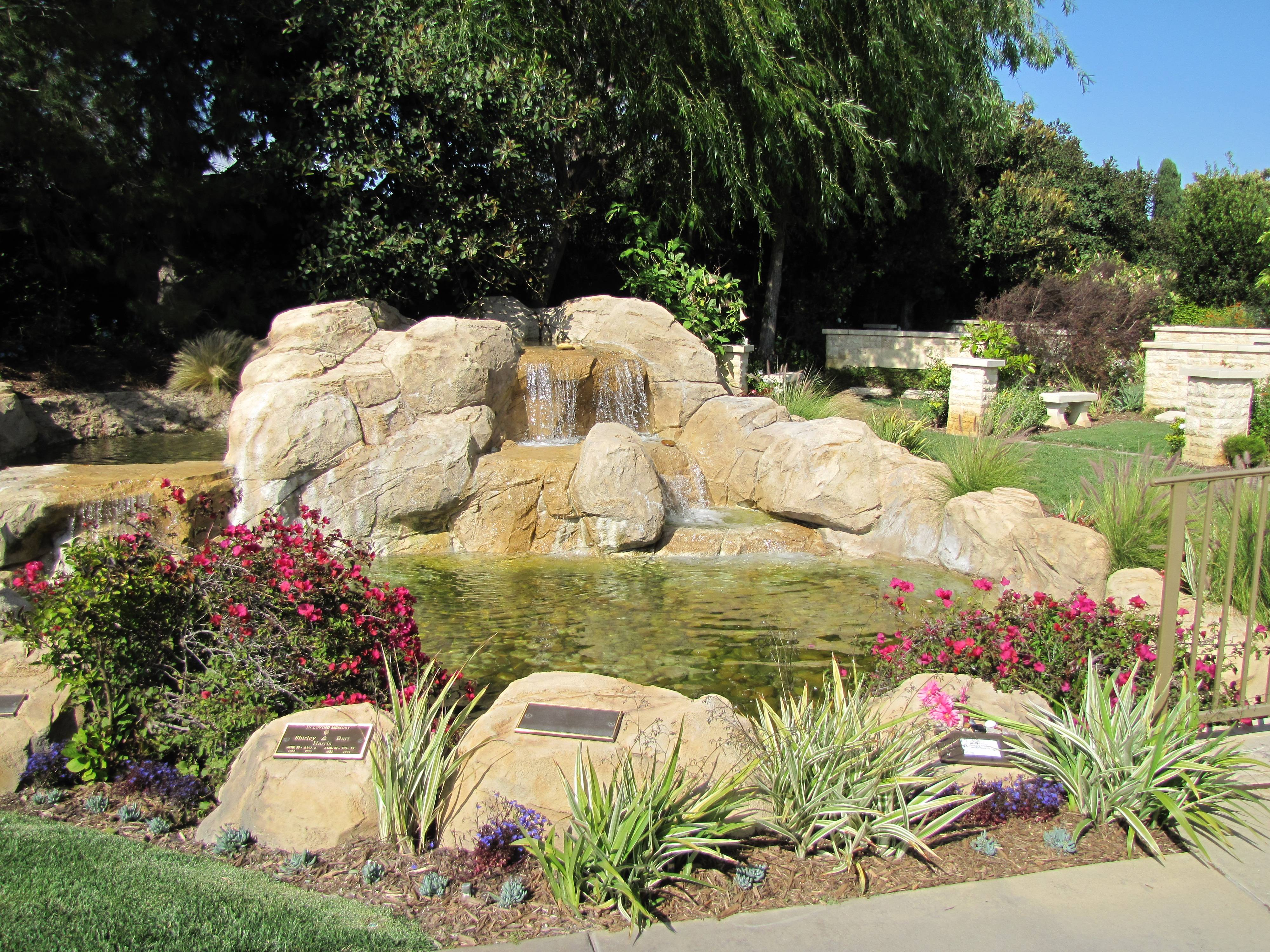
Das Grab von Leonard Nimoy

## Ruhestätten
A
| Name            | Lebenszeit  | Bedeutung                                                                  | Grabstelle                                     |
| --------------- | ----------- | -------------------------------------------------------------------------- | ---------------------------------------------- |
| Irving Aaronson | (1895–1963) | US-amerikanischer Jazz-Pianist und Bandleader                              | Everlasting Peace, Block 12, Areal 373, Grab 2 |
| Van Alexander   | (1915–2015) | US-amerikanischer Jazz-Komponist, Arrangeur und Swing-Bandleader           | Sanctuary of Meditation, FF, Reihe 1, Platz 15 |
| Corey Allen     | (1934–2010) | US-amerikanischer Regisseur, Schauspieler, Drehbuchautor und Filmproduzent | Sunset Slope, Block 7, Areal 51, Grab 2        |
| Sheldon Allman  | (1924–2002) | US-amerikanisch-kanadischer Schauspieler, Sänger und Komponist             | Canaan Urn Garden, Block 1, Areal 2, Grab 27   |

B
| Name               | Lebenszeit  | Bedeutung                                                                      | Grabstelle                                                        |
| ------------------ | ----------- | ------------------------------------------------------------------------------ | ----------------------------------------------------------------- |
| Frank Bank         | (1942–2013) | US-amerikanischer Schauspieler und Börsenmakler                                | —                                                                 |
| Sandy Baron        | (1937–2001) | US-amerikanischer Schauspieler und Komiker                                     | Courts of the Book, Jacob, Inner Court Wand, Wand I, Krypta 7004  |
| Gene Barry         | (1919–2009) | US-amerikanischer Schauspieler                                                 | Canaan Garden Mausoleum, Krypta H390A                             |
| Jack Benny         | (1894–1974) | US-amerikanischer Entertainer und Schauspieler                                 | Mausoleum, Hall of Graciousness                                   |
| Henry Bergman      | (1868–1946) | US-amerikanischer Schauspieler und Assistenzregisseur                          | Valley of Remembrance, Block 24, L-1030                           |
| Milton Berle       | (1908–2002) | US-amerikanischer Schauspieler, Entertainer und Komiker                        | Acacia Garden, MM 354-B                                           |
| Pandro S. Berman   | (1905–1996) | US-amerikanischer Filmproduzent                                                | Garden of Abraham, vor dem Mausoleum, Areal 3, Grab 9             |
| Helen Beverley     | (1916–2011) | US-amerikanische Theater- und Filmschauspielerin                               | Acacia Garden, Wand II, Krypta 612                                |
| Theodore Bikel     | (1924–2015) | österreichisch-US-amerikanischer Schauspieler und Folksänger                   | Garden of Solomon. Areal 37A                                      |
| John Bleifer       | (1901–1992) | polnisch-US-amerikanischer Schauspieler                                        | Court of Peace, Wall O, 2141A                                     |
| Michael Bloomfield | (1943–1981) | US-amerikanischer Blues-Gitarrist                                              | Courts of the Book Mausoleum. Sanctuary of Meditation, Krypta 314 |
| Ben Blue           | (1901–1975) | kanadisch-US-amerikanischer Schauspieler und Komiker                           | Mausoleum. Columbarium of Graciousness, Nr. 810                   |
| Neil Bogart        | (1943–1982) | US-amerikanischer Manager und Plattenfirmenchef                                | Port of the Patriarchs, Privater Raum, Im Keller des Mausoleums   |
| Sorrell Booke      | (1930–1994) | US-amerikanischer Theater- und Filmschauspieler (Ein Duke kommt selten allein) | Court of Dedication, Block 2, Areal 72, Platz 4B                  |
| Irving Brecher     | (1914–2008) | US-amerikanischer Drehbuchautor                                                | Courts of the Book, zweite Etage, Kings, Wand TT, Krypta 308      |
| Bernie Brillstein  | (1931–2008) | US-amerikanischer Film- und Fernsehproduzent                                   | Canaan Family Estate 4, Grab 2                                    |
| Richard Brooks     | (1912–1992) | US-amerikanischer Drehbuchautor, Regisseur und Filmproduzent                   | Canaan Garden Mausoleum, Wand B, Krypta 215                       |
| Marion Byron       | (1911–1985) | US-amerikanische Schauspielerin                                                | —                                                                 |

C
| Name          | Lebenszeit  | Bedeutung                                                                                                   | Grabstelle                                                 |
| ------------- | ----------- | --- | ---------------------------------------------------------- |
| Susan Cabot   | (1927–1986) | US-amerikanische Schauspielerin                                                                             | Sunland Gardens, Krypta-Wand C, Nr. 242                    |
| Eddie Cantor  | (1892–1964) | US-amerikanischer Komiker, Sänger, Schauspieler, Autor und Songwriter                                       | Mausoleum, Hall of Graciousness, zweite Etage              |
| Nell Carter   | (1948–2003) | US-amerikanische Schauspielerin und Sängerin                                                                | Acacia Gardens, Wand KK, Krypta 7040                       |
| Gilbert Cates | (1934–2011) | US-amerikanischer Filmregisseur sowie Film- und Fernsehproduzent (Präsident der Directors Guild of America) | Garden of Rachel                                           |
| Jeff Chandler | (1918–1961) | US-amerikanischer Schauspieler, Filmproduzent und Sänger                                                    | Mausoleum, Hall of Graciousness, Krypta 4015, zweite Etage |
| Cyd Charisse  | (1922–2008) | US-amerikanische Tänzerin und Filmschauspielerin                                                            | Sunland Gardens Mausoleum, Court of Matriarchs, Nr. S 401  |
| Ronni Chasen  | (1946–2010) | US-amerikanische Publizistin und PR-Agentin (z. B. von Michael Douglas oder Hans Zimmer)                    | Canaan, Nr. J-125                                          |
| Mickey Cohen  | (1913–1976) | US-amerikanischer Mobster                                                                                   | Alcove of Love, Nr. A-217                                  |

D
| Name             | Lebenszeit  | Bedeutung                                                                                          | Grabstelle                                 |
| ---------------- | ----------- | -------------------------------------------------------------------------------------------------- | ------------------------------------------ |
| Valentine Davies | (1905–1961) | US-amerikanischer Drehbuchautor (Oscar für Das Wunder von Manhattan), Filmproduzent und -regisseur | Columbarium of Hope                        |
| Danny Dayton     | (1923–1999) | US-amerikanischer Schauspieler und Fernsehregisseur                                                | Canaan Estates, Block 14, Areal 73, Grab 1 |
| Selma Diamond    | (1920–1985) | kanadische Schauspielerin und Drehbuchautorin                                                      | Courts of the Book, Jacob-I-4004           |

E
| Name              | Lebenszeit  | Bedeutung                       | Grabstelle                                          |
| ----------------- | ----------- | ------------------------------- | --------------------------------------------------- |
| Julius J. Epstein | (1909–2000) | US-amerikanischer Drehbuchautor | Valley of Remembrance, Block 24, Areal 1030, Grab 5 |
| Philip G. Epstein | (1909–1952) | US-amerikanischer Drehbuchautor | Valley of Remembrance, Block 14, Areal 711, Grab 2  |

F
| Name            | Lebenszeit  | Bedeutung                                                                             | Grabstelle                                 |
| --------------- | ----------- | ------------------------------------------------------------------------------------- | ------------------------------------------ |
| Max Factor, Sr. | (1872–1938) | polnisch-US-amerikanischer Kosmetikunternehmer                                        | Mausoleum, auf der Rückseite außen, U-112  |
| Max Factor, Jr. | (1904–1996) | US-amerikanischer Kosmetikunternehmer                                                 | Mausoleum, auf der Rückseite außen, U-112  |
| Percy Faith     | (1908–1976) | kanadisch-US-amerikanischer Bandleader, Komponist und Dirigent                        | Garden of Memories, Court of Honor         |
| Irving Fein     | (1911–2012) | US-amerikanischer Film- und Fernsehproduzent, Manager von Jack Benny und George Burns | —                                          |
| Edith Flagg     | (1919–2014) | US-amerikanische Modedesignerin, Geschäftsfrau und Philanthropin                      | Books of Judges, Wand O, Reihe 4, Platz 38 |
| Arthur Freed    | (1894–1973) | US-amerikanischer Musicalproduzent und Liedertexter                                   | Garden Of Memories, Honor Lawn, Krypta 418 |
| Friz Freleng    | (1906–1995) | US-amerikanischer Cartoonist und Filmproduzent                                        | Canaan, Sektion E-249                      |

G
| Name                | Lebenszeit  | Bedeutung                                                                    | Grabstelle                                                            |
| ------------------- | ----------- | ---------------------------------------------------------------------------- | --------------------------------------------------------------------- |
| Mary Leona Gage     | (1939–2010) | US-amerikanische Schauspielerin, Model und Schönheitskönigin (Miss USA 1957) | Court of the Matriarchs, N 504                                        |
| Larry Gelbart       | (1928–2009) | US-amerikanischer Drehbuchautor und Regisseur                                | Canaan Garden Mausoleum, Krypta F475                                  |
| Louis Wolfe Gilbert | (1886–1970) | russisch-US-amerikanischer Komponist                                         | Mausoleum, Court of Sages, Krypta 223                                 |
| Sid Gillman         | (1911–2003) | US-amerikanischer American-Football-Spieler und -Trainer                     | Mount of Olives, Block 4, Areal 299, Grab 3                           |
| William Goetz       | (1903–1969) | US-amerikanischer Filmproduzent und Kunstsammler                             | Devotion, Sarkophag B (am Eingang)                                    |
| Adam Goldstein      | (1973–2009) | US-amerikanischer Musiker (DJ AM), Disc Jockey und Musikproduzent            | Garden of Rebecca, Block 12, Areal 106, Grab 2                        |
| Jerry Goldsmith     | (1929–2004) | US-amerikanischer Filmmusikkomponist                                         | Garden of Memories, Court of Truth, zweite Etage, Wand FF, Krypta 265 |
| Mark Goodson        | (1915–1992) | US-amerikanischer Fernsehproduzent (speziell Spielshows)                     | Direkt außen am Haupteingang zum Mausoleum                            |
| Eydie Gormé         | (1928–2013) | US-amerikanische Sängerin                                                    | Court of Isaiah, W 251                                                |
| Gogi Grant          | (1924–2016) | US-amerikanische Sängerin                                                    | —                                                                     |
| Hank Greenberg      | (1911–1986) | US-amerikanischer Baseballspieler (Hammerin' Hank)                           | Courts Of The Book Lawn Crypt, Sektion V, Isaiah, erste Ebene         |
| Lorne Greene        | (1915–1987) | kanadischer Schauspieler (Bonanza) und Sänger                                | Courts of the Book, Outer Lawn, Block 5, Areal 800, Grab 8            |
| Ralph R. Greenson   | (1911–1979) | US-amerikanischer Psychiater und Psychoanalytiker                            | Courts of the Book, Jacob, Wall G, Krypta 542                         |

H
| Name           | Lebenszeit  | Bedeutung                                                                       | Grabstelle                                                 |
| -------------- | ----------- | ------------------------------------------------------------------------------- | ---------------------------------------------------------- |
| Elliot Handler | (1916–2011) | US-amerikanischer Erfinder, Geschäftsmann und Mitgründer von Mattel             | Garden of the Matriarchs, Rebecca, Family Estate 4, Grab 1 |
| Ruth Handler   | (1916–2002) | US-amerikanische Erfinderin (Barbie), Geschäftsfrau und Mitgründerin von Mattel | Garden of the Matriarchs, Rebecca, Family Estate 4, Grab 1 |
| Lou Holtz      | (1893–1980) | US-amerikanischer Vaudevillian, Schauspieler und Theaterproduzent               | Valley of Remembrance, Mausoleum C, Krypta 318             |
| Moe Howard     | (1897–1975) | US-amerikanischer Schauspieler und Komiker (The Three Stooges)                  | Garden of Memories, Alcove of Love, Wall C, Krypta 233     |

J
| Name             | Lebenszeit  | Bedeutung                                                           | Grabstelle                         |
| ---------------- | ----------- | ------------------------------------------------------------------- | ---------------------------------- |
| Arthur P. Jacobs | (1922–1973) | US-amerikanischer Filmproduzent (Planet der Affen)                  | —                                  |
| Willy Jacobsohn  | (1884–1963) | emigrierter CEO der Beiersdorf AG                                   | Valley of Remembrance              |
| David Janssen    | (1931–1980) | US-amerikanischer Schauspieler (Auf der Flucht)                     | Mausoleum, Memory Court            |
| George Jessel    | (1898–1981) | US-amerikanischer Filmschauspieler, Komiker und Filmproduzent       | Mausoleum, Memorial Court, Nr. 516 |
| Al Jolson        | (1886–1950) | US-amerikanischer Entertainer, Sänger, Filmschauspieler und Komiker | Monument im Zentrum des Parks      |

K
| Name             | Lebenszeit  | Bedeutung | Grabstelle                                                         |
| ---------------- | ----------- | --- | ------------------------------------------------------------------ |
| Lawrence Kasha   | (1933–1990) | US-amerikanischer Theaterproduzent und regisseur, Dramatiker und Inspizient                                      | Laurel Gardens, Wall E, Krypta 236                                 |
| Mickey Katz      | (1909–1985) | US-amerikanischer Komiker (Jüdischer Witz) und Jazzmusiker (Vater von Joel Grey und Großvater von Jennifer Grey) | Valley of Remembrance, Block 1, Areal 196, Grab 2                  |
| Sam Katzman      | (1901–1973) | US-amerikanischer Filmproduzent und -regisseur                                                                   | Mausoleum, Memorial Court, North Wall, Krypta 316                  |
| Sheldon Keller   | (1923–2008) | US-amerikanischer Drehbuchautor und Komponist                                                                    | Court of Dedication, Wall, Krypta J 693                            |
| Fred Kohlmar     | (1905–1969) | US-amerikanischer Filmproduzent                                                                                  | —                                                                  |
| Sammi Kane Kraft | (1992–2012) | US-amerikanische Schauspielerin (Die Bären sind los), Musikerin und Baseballspielerin                            | —                                                                  |
| Philip N. Krasne | (1905–1999) | US-amerikanischer Film- und Fernsehproduzent                                                                     | Garden Mausoleum, Acacia, Wand AA, zweite Etage, Reihe 1, Platz 12 |
| Paul Kohner      | (1902–1988) | österreichisch-US-amerikanischer Filmproduzent und Schauspielagent                                               | Courts of the Book, Outer Lawn, Block 5, Areal 300, Grab 8         |

L
| Name             | Lebenszeit  | Bedeutung                                                                                | Grabstelle                                                  |
| ---------------- | ----------- | ---------------------------------------------------------------------------------------- | ----------------------------------------------------------- |
| Ely A. Landau    | (1920–1993) | US-amerikanischer Filmproduzent und -verleiher                                           | Canaan, Estate 62, Grab 1                                   |
| Michael Landon   | (1936–1991) | US-amerikanischer Schauspieler, Drehbuchautor, Fernsehregisseur und -produzent           | Mausoleum, außen auf der Rückseite, Privater Raum           |
| Jerry Leiber     | (1933–2011) | US-amerikanischer Musikproduzent und Songwriter                                          | Garden of Solomon, Family Estate 5, Grab 1                  |
| Sheldon Leonard  | (1907–1997) | US-amerikanischer Film- und Fernseh-Produzent, Regisseur, Drehbuchautor und Schauspieler | Courts of the Book, Outer Lawn, Block 6, Areal 1000, Grab 8 |
| Sol Lesser       | (1890–1980) | US-amerikanischer Filmproduzent und -regisseur                                           | Garden of Memories, Court of Devotion, Wall A, Krypta 224   |
| Mary Livingstone | (1905–1983) | US-amerikanische Schauspielerin und Komikerin (Ehefrau von Jack Benny)                   | Mausoleum, Hall of Graciousness                             |

M
| Name                | Lebenszeit  | Bedeutung                                                                                     | Grabstelle                                                 |
| ------------------- | ----------- | --------------------------------------------------------------------------------------------- | ---------------------------------------------------------- |
| Herb Magidson       | (1906–1986) | US-amerikanischer Filmmusiktexter (Oscar für Tanz mit mir!)                                   | Courts of the Books, Wall Crypt, F-136B                    |
| Abby Mann           | (1923–2008) | US-amerikanischer Drehbuchautor (Oscar für Urteil von Nürnberg), Filmproduzent und -regisseur | —                                                          |
| Daniel Mann         | (1912–1991) | US-amerikanischer Film- und Fernsehregisseur                                                  | Laurel Gardens, Block 17, Areal 114, Grab 2                |
| Hal March           | (1920–1970) | US-amerikanischer Komiker und Schauspieler                                                    | Mount Sholom, 4-144-6                                      |
| Trudy Marshall      | (1920–2004) | US-amerikanische Schauspielerin und Model                                                     | Hillside Slope, Block 2, Areal 54, Grab 2                  |
| Tony Martin         | (1913–2012) | US-amerikanischer Schauspieler und Sänger                                                     | Court of Matriarchs, S-401                                 |
| Frederick Mellinger | (1913–1990) | US-amerikanischer Modeunternehmer (Gründer von Frederick’s of Hollywood)                      | Courts of the Book, Outer Lawn, Block 5, Areal 600, Grab 2 |
| Howard Morris       | (1919–2005) | US-amerikanischer Film- und Fernseh-Komiker                                                   | Laurel Gardens, Wand-Krypta, E-450                         |
| Vic Morrow          | (1929–1982) | US-amerikanischer Schauspieler                                                                | Mount of Olives, Block 5, Areal 80, Grab 1                 |
| Jan Murray          | (1916–2006) | US-amerikanischer Stand-up-Comedian, Schauspieler und Spielshowmoderator                      | Canaan Garden Mausoleum, Krypta F66                        |

N
| Name          | Lebenszeit  | Bedeutung                                                                                         | Grabstelle                                             |
| ------------- | ----------- | ------------------------------------------------------------------------------------------------- | ------------------------------------------------------ |
| Leonard Nimoy | (1931–2015) | US-amerikanischer Schauspieler (Mr. Spock), Regisseur, Filmproduzent, Autor, Musiker und Fotograf | Garden of Solomon, Block 4, Platz 10                   |
| Shelly Novack | (1944–1978) | US-amerikanischer American-Football-Spieler und Schauspieler                                      | Urn Garden, Eternal Rest, Block 8, Areal 10, Platz 218 |
| Louis Nye     | (1914–2005) | US-amerikanischer Comedian und Schauspieler                                                       | Acacia Gardens, Cremation Wall, Platz TT-643           |

O
| Name           | Lebenszeit  | Bedeutung                                                           | Grabstelle                                                       |
| -------------- | ----------- | ------------------------------------------------------------------- | ---------------------------------------------------------------- |
| David Opatoshu | (1918–1996) | US-amerikanischer Film- und Theaterschauspieler sowie Drehbuchautor | Garden of Memories, Court of Devotion, Block 1, Areal 40, Grab 6 |

P
| Name              | Lebenszeit  | Bedeutung                                                                          | Grabstelle                                               |
| ----------------- | ----------- | ---------------------------------------------------------------------------------- | -------------------------------------------------------- |
| Norman Panama     | (1914–2003) | US-amerikanischer Drehbuchautor, Filmproduzent und -regisseur sowie Schriftsteller | Mausoleum, Sanctuary of Faith, zweite Etage, Krypta 1020 |
| Joe Pasternak     | (1901–1991) | ungarisch-US-amerikanischer Filmproduzent                                          | Laurel Gardens, Block 17, Areal 87, Grab 8               |
| Julia Phillips    | (1944–2002) | US-amerikanische Autorin und Filmproduzentin (Oscar für Der Clou)                  | Acacia Gardens, Wall SS, Platz 433                       |
| Suzanne Pleshette | (1937–2008) | US-amerikanische Schauspielerin                                                    | Garden of Abraham, Block 12, Platz 7                     |
| Tom Poston        | (1921–2007) | US-amerikanischer Schauspieler (nicht jüdisch, Ehemann von Suzanne Pleshette)      | Garden of Abraham, Platz 706                             |

R
| Name               | Lebenszeit  | Bedeutung                                                                              | Grabstelle                                                             |
| ------------------ | ----------- | -------------------------------------------------------------------------------------- | ---------------------------------------------------------------------- |
| Deborah Raffin     | (1953–2012) | US-amerikanische Schauspielerin und Produzentin                                        | —                                                                      |
| Irving Reis        | (1906–1953) | US-amerikanischer Filmregisseur, Drehbuchautor, Kameramann und Radioprogramm-Produzent | Valley of Rememberance 9-54-4                                          |
| Paul Richards      | (1924–1974) | US-amerikanischer Schauspieler                                                         | Garden of Memories, Alcove of Love, Wall C, in der Nähe von Moe Howard |
| Harry Richman      | (1895–1972) | US-amerikanischer Entertainer                                                          | Garden of Memories, Alcove of Love, Wall B, Krypta 319                 |
| Leo Robin          | (1900–1984) | US-amerikanischer Musiker, Komponist und Liedtexter                                    | Valley of Remembrance, Wall Garden Mausoleum, Wall A, Nr. 119, Platz B |
| Stanley Ralph Ross | (1935–2000) | US-amerikanischer Drehbuchautor und Schauspieler                                       | Mount of Olives, Block 5, Areal 187, Grab 8                            |
| Benny Rubin        | (1899–1986) | US-amerikanischer Komiker und Schauspieler                                             | Garden of Memories, Alcove of Dedication, Wall C, Krypta 518           |
| Jerry Rubin        | (1938–1994) | US-amerikanischer Aktivist und Anarchist                                               | Mount of Olives, 14-466-3                                              |

S
| Name                 | Lebenszeit  | Bedeutung                                                                                   | Grabstelle                                                  |
| -------------------- | ----------- | ------------------------------------------------------------------------------------------- | ----------------------------------------------------------- |
| Billy Sands          | (1911–1984) | US-amerikanischer Schauspieler                                                              | Courts of the Book, Jacob, Inner Court, Wall I, Krypta 1008 |
| Connie Sawyer        | (1912–2018) | US-amerikanische Schauspielerin                                                             | Garden of Leah, Block 16, Plot 63, Space 3                  |
| Bernard Schwartz     | (1917–2003) | US-amerikanischer Filmproduzent                                                             | Mount of Olives, Block 6, Areal 290, Grab 3                 |
| Sherwood Schwartz    | (1916–2011) | US-amerikanischer Fernsehproduzent und Drehbuchautor (Gilligans Insel oder The Brady Bunch) | Valley of Remembrance, Block 3, Areal 187, Platz 7          |
| Irene Mayer Selznick | (1907–1990) | US-amerikanische Theaterproduzent (Ehefrau von David O. Selznick)                           | Mausoleum, Hall of Graciousness                             |
| Dan Seymour          | (1915–1993) | US-amerikanischer Filmschauspieler                                                          | Mount of Olives, 7-175-1                                    |
| Julius Shulman       | (1910–2009) | US-amerikanischer Architekturfotograf                                                       | Mount Shalom, Block 7, Areal 240, Grab 8                    |
| Dick Shawn           | (1923–1987) | US-amerikanischer Schauspieler                                                              | Mausoleum, Memorial Court, North Wall, Krypta 734           |
| Allan Sherman        | (1924–1973) | US-amerikanischer Musiker, Parodist, Satiriker und Fernsehproduzent                         | Mausoleum, Columbarium of Hope, Nr. 513                     |
| Robert B. Sherman    | (1925–2012) | US-amerikanischer Filmkomponist und Texter (Oscar für Chim Chim Cher-ee)                    | Canaan H303                                                 |
| Dinah Shore          | (1916–1994) | US-amerikanische Sängerin, Schauspielerin und Golfspielerin                                 | Mausoleum, außen auf der Rückseite, Isiah V 147             |
| George Sidney        | (1916–2002) | US-amerikanischer Regisseur und Filmproduzent                                               | Sanctuary of Benevolence, Krypta F-3                        |
| Sol C. Siegel        | (1903–1982) | US-amerikanischer Filmproduzent                                                             | Sunset Slope, Block 4, Areal 277, Grab 3                    |
| Aaron Spelling       | (1923–2006) | US-amerikanischer Film- und Fernsehproduzent sowie Schauspieler                             | Hall of Reverence, FF J1                                    |

V
| Name       | Lebenszeit  | Bedeutung                            | Grabstelle                     |
| ---------- | ----------- | ------------------------------------ | ------------------------------ |
| Henry Vars | (1902–1977) | polnisch-US-amerikanischer Komponist | Alcove of Love, Krypta Nr. 325 |

W
| Name                 | Lebenszeit  | Bedeutung                                                                                    | Grabstelle                                                  |
| -------------------- | ----------- | -------------------------------------------------------------------------------------------- | ----------------------------------------------------------- |
| Irving Wallace       | (1916–1990) | US-amerikanischer Bestseller- und Drehbuchautor                                              | Courts of the Book, Isaiah, Outer Court, Wall V, Krypta 136 |
| Lew Wasserman        | (1913–2002) | US-amerikanischer Künstleragent und Studio-Manager sowie Vorsitzender der MCA                | Canaan, Family Estate, Areal 8.4                            |
| Paul Francis Webster | (1907–1984) | US-amerikanischer Songtexter                                                                 | Courts of the Book, Outer Lawn, Block 4, Areal 33, Grab 6   |
| Lawrence Weingarten  | (1897–1975) | US-amerikanischer Filmproduzent                                                              | Hillside Slope, Block 6, Areal 184, Grab 3                  |
| Jerry Weintraub      | (1937–2015) | US-amerikanischer Filmproduzent (Ocean’s-Reihe)                                              | Garden of Solomon, Block 11, Areal PV1, Platz 3             |
| Ralph E. Winters     | (1909–2004) | kanadischer Filmeditor                                                                       | Court of Peace, zweite Etage, Wall CC, Krypta 133           |
| Shelley Winters      | (1920–2006) | US-amerikanische Schauspielerin (Oscar für Das Tagebuch der Anne Frank und Träumende Lippen) | Hillside Slope, Block 11, Areal 358, Grab 8                 |
| Stan Winston         | (1946–2008) | US-amerikanischer Experte für Spezialeffekte und Make-up-Design                              | Garden of Rachel                                            |
| Dennis Wolfberg      | (1946–1994) | US-amerikanischer Stand-up-Comedian und Schauspieler                                         | Canaan, Block 49, Areal 216, Grab 3                         |
| Sol M. Wurtzel       | (1890–1958) | US-amerikanischer Filmproduzent                                                              | Garden of Memories, Court of Memories, Wall R, Krypta 411   |

Z
| Name             | Lebenszeit  | Bedeutung                                       | Grabstelle                               |
| ---------------- | ----------- | ----------------------------------------------- | ---------------------------------------- |
| Sam Zimbalist    | (1904–1958) | US-amerikanischer Filmproduzent                 | Sunset Slope, Block 7, Areal 102, Grab 4 |
| Darrell Zwerling | (1928–2014) | US-amerikanischer Film- und Fernsehschauspieler | Acacia Section, Wall Crypt               |